# Wakan sansai zue

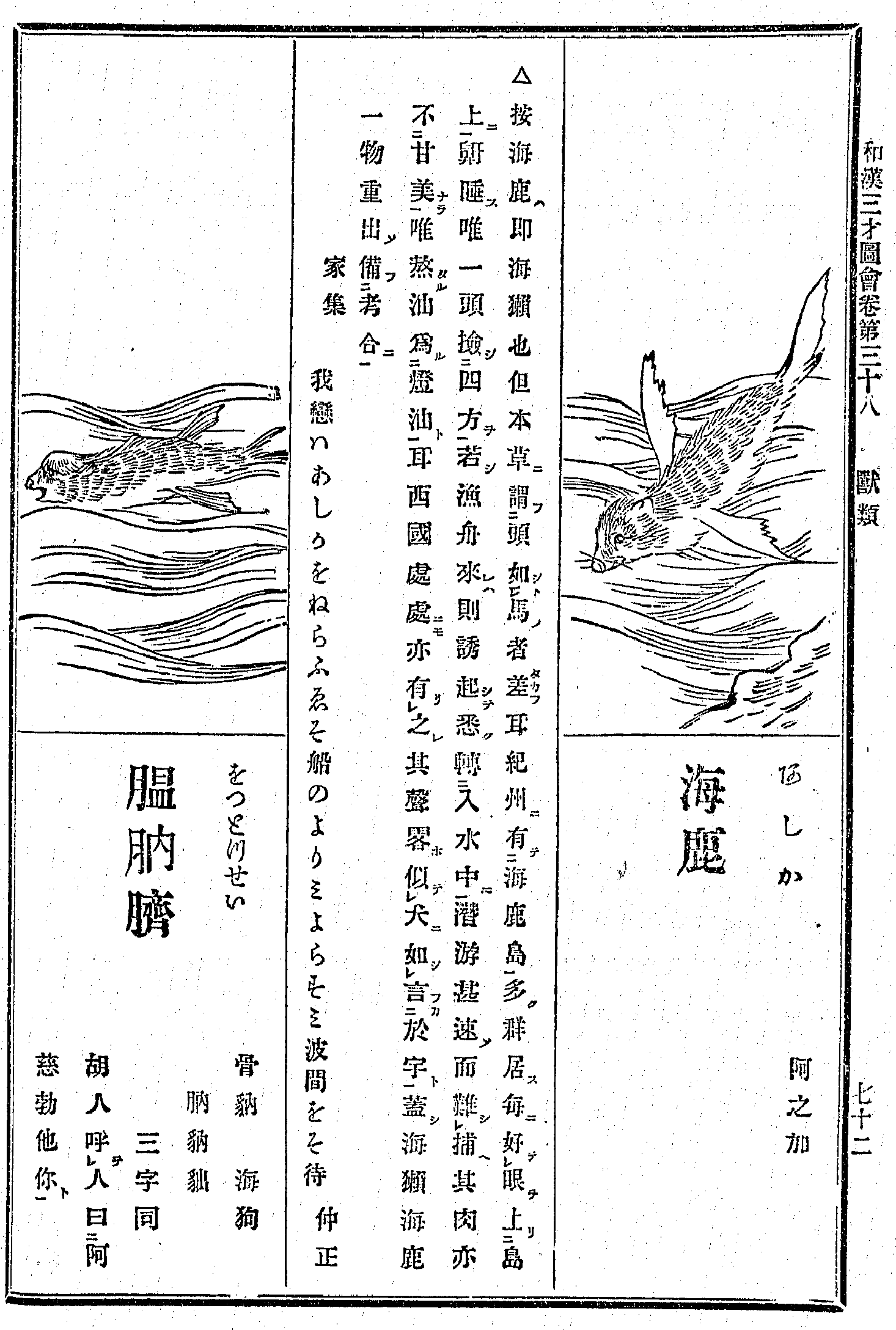
Lion de mer (droite) et otarie à fourrure, Wakan sansai zue, vol. 38, p. 72 (vers 1712).

Le Wakan sansai zue (和漢三才図会, « Encyclopédie illustrée sino-japonaise des trois talents ») est une encyclopédie japonaise publiée en 1712 durant l'époque d'Edo. Elle comprend cent-cinq volumes en quatre-vingt-un livres. Son auteur est Terashima ou Terajima (Terajima Ryōan (寺島良安), médecin à Osaka. Elle décrit et illustre différentes activités de la vie quotidienne telles que la charpenterie ou la pêche, mais s'intéresse aussi aux plantes, aux animaux et aux constellations. À en juger par le titre de l'ouvrage Wa (和) qui signifie Japon et 漢 (kan) qui signifie Chine), Terajima s'inspire de l'encyclopédie chinoise Sancai Tuhui (三才图会 / 三才圖會, Sāncái túhuì, « Compendium illustré des trois talents », 1607), datant de la dynastie Ming et réalisée par Wang Qi (zh) (王圻, Wáng qí, 1529-1612). Cette œuvre est connue au Japon sous le nom de Sansai zue (三才図会). Des reproductions du Wakan sansai zue sont toujours réimprimées au Japon.

## Contenu des volumes
| Volume | Intitulés et descriptions |
| ------ | --- |
| 1      | 天部 (tenbu, « Les astres célestes » (c’est-à-dire l’espace et les différentes planètes).) |
| 2      | 天文 (tenmon, « Les phénomènes astronomiques » (c’est-à-dire les constellations, la Voie lactée, etc.).) |
| 3      | 天象類 (tenshōrui, « Les phénomènes célestes » (principalement les halos, arcs-en-ciel, brouillards, tonnerres et autres phénomènes météorologiques. Inclut également les comètes).) |
| 4      | 時候類 (jikōrui, « Les saisons et le temps » (c’est-à-dire les calendriers, les méthodes calendaires, les événements annuels, etc.).) |
| 5      | 暦占類 (rekisenrui, « Calendriers et divinations » (c’est-à-dire les calendriers et les pratiques divinatoires intégrées, incluant les six jours du calendrier chinois, etc.).) |
| 6      | 暦日吉凶 (rekishikisshō, « Les jours fastes et néfastes du calendrier » - Les divinités du calendrier.) |
| 7      | 人倫類 (jinrinkō, « Les relations humaines » (c’est-à-dire les différentes couches sociales et professions humaines).) |
| 8      | 人倫親族 (jinrin shinzoku, « Les relations familiales » (c’est-à-dire les hommes, les femmes, les personnes âgées, les enfants. Les fils, petits-enfants, parents, grands-parents, oncles, tantes, neveux, nièces, etc.).) |
| 9      | 官位部 (kan'ibe, « Les rangs et positions officielles » (c’est-à-dire les rangs officiels, les promotions, les différents ministères. Les grades militaires. Les hiérarchies des moines bouddhistes jusqu'aux bons maîtres spirituels).) |
| 10     | 人倫之用 (jinrin no yō, « Les usages des relations humaines » (c’est-à-dire le mariage, les entremetteurs, les amis, les célibataires. Les voyageurs, les hôtes et invités, les voleurs, les prisonniers, les amants secrets, l'homosexualité masculine, les hermaphrodites. Les aveugles, les sourds-muets. Les albinos, les verrues, les bosses, les taches de rousseur. Les braves, les ivrognes. La mort, les funérailles, etc.).) |
| 11     | 経絡部 (keiraku bu, « L'anatomie des méridiens » (c’est-à-dire l'anatomie humaine, les points d'acupuncture, etc.).) |
| 12     | 支体部 (shitai bu, « Les parties du corps » (c’est-à-dire les fonctions, symptômes et traitements des différentes parties du corps : tête, yeux, nez, bouche, poitrine, abdomen, taille, fesses, scrotum, utérus, menstruations, épaules, bras, mains, jambes, pieds, etc.).) |
| 13     | 異国人物 (ikoku jinbutsu, « Les personnages étrangers » (c’est-à-dire les pays étrangers, les ethnies et tribus étrangères, les personnages importants étrangers, les langues étrangères, les relations diplomatiques, etc.).) |
| 14     | 外夷人物 (gaii jinbutsu, « Les personnages des tribus étrangères ».) |
| 15     | 技芸 (gigei, « Les arts et techniques ».) |
| 16     | 芸能 (geinō, « Les arts du spectacle ».) |
| 17     | 嬉戯 (gigi, « Les jeux et divertissements ».) |
| 18     | 楽器類 (gakkirui, « Les instruments de musique ».) |
| 19     | 神祭 附 仏供器 (shinsai bukkūki, « Les offrandes aux dieux et aux bouddhas ».) |
| 20     | 兵器防備具 (heiki bōbigu, « Les armes et équipements de défense ».) |
| 21     | 兵器征伐具 (heiki seibatsugu, « Les armes et équipements de conquête ».) |
| 22     | 刑罰 (keibatsu, « Les châtiments et peines ».) |
| 23     | 漁猟具 (ryōyōgu, « Les outils de pêche et de chasse ».) |
| 24     | 百工具 (hyakku kōgu, « Les cent outils de l'artisanat ».) |
| 25     | 容飾具 (yōshokugu, « Les objets de parure et de décoration ».) |
| 26     | 服玩具 (fuku gangu, « Les vêtements et jouets ».) |
| 27     | 絹布類 (kenpuru, « Les catégories de soie et de tissu ».) |
| 28     | 衣服類 (ifukurui, « Les catégories de vêtements ».) |
| 29     | 冠帽類 (kanbōrui, « Les catégories de couronnes et de chapeaux ».) |
| 30     | 履襪類 (shisuru, « Les catégories de chaussures et de chaussettes ».) |
| 31     | 庖厨具 (hōchūgu, « Les ustensiles de cuisine » (c’est-à-dire les marmites, les casseroles, les bols à thé, etc.).) |
| 32     | 家飾具 (kashokugu, « Les objets de décoration de la maison ».) |
| 33     | 車駕具 (shagagu, « Les équipements de voitures et de montures ».) |
| 34     | 船橋類 (senkyōrui, « Les catégories de bateaux et de ponts ».) |
| 35     | 農具類 (nōgurui, « Les catégories d'outils agricoles ».) |
| 36     | 女工具 (jokōgu, « Les outils de travail des femmes » (c’est-à-dire les métiers à tisser, les aiguilles à coudre, les fers à repasser, les pilons, etc.).) |
| 37     | 畜類 (chikurui, « Les espèces de bétail ».) |
| 38     | 獣類 (jūrui, « Les espèces de bêtes sauvages ».) |
| 39     | 鼠類 (so rui, « Les espèces de souris ».) |
| 40     | 寓類怪類 (gurui kairui, « Les espèces de créatures imaginaires et étranges » et « Les usages des bêtes ».), |
| 41     | 水禽類 (suikinrui, « Les espèces d'oiseaux aquatiques ».) |
| 42     | 原禽類 (genkinrui, « Les espèces d'oiseaux des plaines ».) |
| 43     | 林禽類 (rinkinrui, « Les espèces d'oiseaux des forêts ».) |
| 44     | 山禽類 (sankinrui, « Les espèces d'oiseaux des montagnes ».) |
| 45     | 龍蛇部 (ryūdabu, « Les dragons et serpents ».) |
| 46     | 介甲部 (kaikōbu, « Les créatures à carapace ».) |
| 47     | 介貝部 (kaibai bu, « Les coquillages ».) |
| 48     | 魚類河湖有鱗魚 (gyorui kōko yūrin'gyo, « Les poissons à écailles des rivières et des lacs ».) |
| 49     | 魚類江海有鱗魚 (gyorui kōkai yūrin'gyo, « Les poissons à écailles des fleuves et des mers ».) |
| 50     | 魚類河湖無鱗魚 (gyorui kōko murin'gyo, « Les poissons sans écailles des rivières et des lacs ».) |
| 51     | 魚類江海無鱗魚 (gyorui kōkai murin'gyo, « Les poissons sans écailles des fleuves et des mers ».) |
| 52     | 虫部卵生類 (chūbu ranshōrui, « Les insectes ovipares ».) |
| 53     | 化生類 (keshōrui, « Les créatures métamorphes ».) |
| 54     | 湿生類 (shisseirui, « Les créatures des zones humides ».) |
| 55     | 地部 (chibu, « La terre ».) |
| 56     | 山類 (sanrui, « Les sortes de montagnes ».) |
| 57     | 水類 (suirui, « Les catégories d'eaux ».) |
| 58     | 火類 (karui, « Les catégories de feu ».) |
| 59     | 金石部金類 (kinseki bu kinrui, « Les métaux ».) |
| 60     | 玉石類 (gyokusekirui, « Les variétés de pierres précieuses ».) |
| 61     | 雑石類 (zatsuseikirui, « Les catégories de pierres diverses ».) |
| 62本   | 中華 (chūka, « La Chine centrale » - Pékin, Nankin, Shandong, Shanxi.) |
| 62末   | 河南省 (kanashō, « Henan, Shaanxi, Huguang ».) |
| 63     | 江西省 (kōseishō, « Jiangxi, Zhejiang, Fujian, Guangdong, Guangxi, Guizhou, Sichuan, Yunnan ».) |
| 64     | 地理 (chiri, « Géographie » - Grand Japon, Corée, Royaume de Ryūkyū, Île d'Ezo, Régions de l'Ouest, Inde, Tribus du Nord, Tribus du Sud-Ouest.) |
| 65     | 陸奥 (mutsu, « Mutsu, Dewa ».) |
| 66     | 上野 (kōzuke, « Kōzuke, Shimotsuke, Hitachi, Kazusa, Shimōsa, Awa ».) |
| 67     | 武蔵 (musashi, « Musashi, Sagami, Izu ».) |
| 68     | 越後 (echigo, « Echigo, Sado, Etchū, Shinano ».) |
| 69     | 甲斐 (kai, « Kai, Suruga, Tōtōmi, Mikawa ».) |
| 70     | 能登 (noto, « Noto, Kaga, Echizen, Hida, Mino ».) |
| 71     | 若狭 (wakasa, « Wakasa, Ōmi, Owari, Ise, Shima, Iga ».) |
| 72     | 山城 (yamashiro, « Yamashiro ».), |
| 73     | 大和 (yamato, « Yamato ».) |
| 74     | 摂津 (settsu, « Settsu ».) |
| 75     | 河内 (kawachi, « Kawachi ».) |
| 76     | 和泉 (izumi, « Izumi, Kii, Awaji ».) |
| 77     | 丹波 (tanba, « Tanba, Tango, Tajima, Inaba, Harima ».) |
| 78     | 美作 (mimasaka, « Mimasaka, Bizen, Bitchū, Bingo, Hōki, Izumo, Oki ».) |
| 79     | 阿波 (awa, « Awa, Tosa, Sanuki, Iyo, Aki, Iwami, Suō, Nagato ».) |
| 80     | 豊前 (buzen, « Buzen, Bungo, Chikugo, Chikuzen, Hyūga, Higo, Ōsumi, Satsuma, Hizen, Iki, Tsushima ».) |
| 81     | 家宅類 (katakurui, « Les catégories de maisons et résidences ».) |
| 82     | 香木類 (kōbokurui, « Les essences de plantes aromatiques ».) |
| 83     | 喬木類 (kyojurui, « Les essences d'arbres ».) |
| 84     | 灌木類 (kanbokurui, « Les variétés d'arbustes ».) |
| 85     | 寓木類 (gubokurui, « Les variétés de plantes ligneuses imaginaires » et « Les variétés de bambous ».) |
| 86     | 果部五果類 (kabu gokarui, « Les cinq catégories de fruits ».) |
| 87     | 山果類 (sankarui, « Les variétés de fruits des montagnes ».) |
| 88     | 夷果類 (ikarui, « Les variétés de fruits étrangers ».) |
| 89     | 味果類 (mikarui, « Les variétés de fruits savoureux ».) |
| 90     | 瓜果類 (kakarui, « Les variétés de fruits de la famille des cucurbitacées ».) |
| 91     | 水果類 (suikarui, « Les variétés de fruits aquatiques ».) |
| 92本   | 草類薬品 (sōrui yakuhin, « Les herbes et médicaments » - Premier volume des herbes des montagnes.), |
| 92末   | 山草類 (sankusarui, « Dernier volume des herbes des montagnes ».) |
| 93     | 芳草類 (hōsōrui, « Les variétés d'herbes parfumées ».) |
| 94本   | 湿草類 (shissōrui, « Les variétés d'herbes des zones humides ».) |
| 94末   | 湿草類 (shissōrui, « Les variétés d'herbes des zones humides ».) |
| 95     | 毒草類 (dokusōrui, « Les variétés d'herbes vénéneuses ».) |
| 96     | 蔓草類 (tsurusōrui, « Les variétés de plantes grimpantes ».) |
| 97     | 水草類 (suisōrui, « Les variétés d'herbes aquatiques » - les algues, les mousses.) |
| 98     | 石草類 (ishisōrui, « Les variétés d'herbes des pierres ».) |
| 99     | 葷草類 (kun sōrui, « Les variétés d'herbes fortes » (c’est-à-dire les cinq herbes fortes, la ciboule, l'ail, le céleri, le gingembre, etc.).) |
| 100    | 瓜菜類 (kana rui, « Les variétés de légumes de la famille des cucurbitacées ».) |
| 101    | 芝茸類 (shibashitakerui, « Les variétés de champignons ».) |
| 102    | 柔滑菜 (jūkatsunai, « Les légumes tendres et lisses ».) |
| 103    | 穀類 (kokurui, « Les variétés de céréales ».) |
| 104    | 菽豆類 (shukuzōrui, « Les variétés de légumineuses ».) |
| 105    | 造醸類 (zōjōrui, « Les variétés de produits fermentés » (c’est-à-dire la pâte de miso, la sauce soja, le tofu, la gelée de haricots, le saké, etc.).) |